# 친전자체
친전자체(親電子體, 영어: electrophile)는 전자에게 끌리는 시약이다. 친전자체는 양전하를 띠고있거나 전자가 많은 중심에 끌리는 빈 오비탈을 갖고 있는 중성 분자다. 친전자체는 친핵체와 화학 결합하기 위해 전자쌍을 받음으로써 화학 반응에 참여한다. 친전자체는 전자를 받기 때문에 루이스 산이다. 대부분의 친전자체는 양전하를 띠고있고, 부분적으로 양전하를 띠는 원자를 가지고 있거나 전자 옥텟을 가지고 있지 않은 원자를 가지고 있다.

## 같이 보기
- 친핵체